# Hilerno
Hilerno o Hilernus fue un caudillo celta —probablemente carpetano— que luchó contra los romanos y vivió alrededor del 193 a. C. La información que tenemos sobre su existencia proviene del relato, por Tito Livio, de la campaña en aquel año dirigida por Marco Fulvio Nobilior contra las tribus celtas del interior peninsular en lo que fue el inicio de la conquista romana de Carpetania. El historiador romano lo cita como un “Rex” que comandaba una coalición de estos pueblos que se enfrentó a los romanos junto a Toletum. Orosio, autor posterior que escribió cuatro siglos después de Livio, también lo reseña de la misma manera en su relato sobre los mismos hechos.
A pesar de la escasa información que nos transmite Livio, el conocimiento sobre el papel que jugaba en aquellos momentos la ciudad de Toletum y el río Tajo, así como sobre la estructura sociopolítica de las tribus célticas, nos permiten perfilar mejor la personalidad de este personaje y el papel que desempeñó en su tiempo.
Una estimación de cuarenta y cinco años de edad para Hilerno en el 193 a. C. nos daría que nació alrededor del 238 a. C. teniendo unos dieciocho años de edad en el 220 a. C. fecha de la batalla del Tajo, circunstancia que hace muy posible su participación en la misma.